# Stefan Flindt

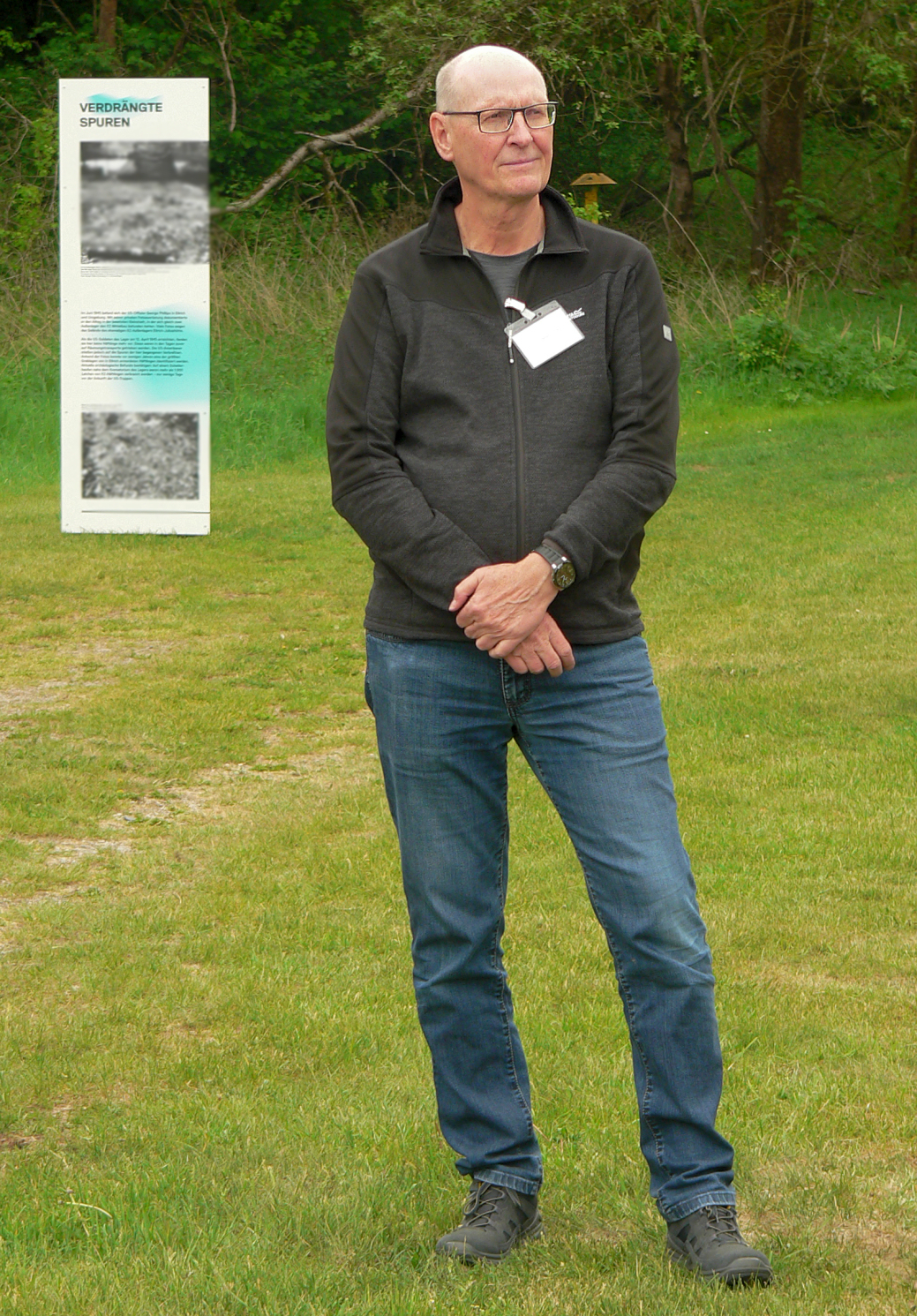
Stefan Flindt

Stefan Flindt (* 1959) ist ein deutscher Prähistoriker.
Stefan Flindt studierte  Ur- und Frühgeschichte, Klassische Archäologie, Alte Geschichte und Volkskunde an den Universitäten Göttingen und Hamburg. Von 1993 bis 2016 nahm er als Kreisarchäologe die Aufgaben der Bodendenkmalpflege im Landkreis Osterode am Harz in Niedersachsen wahr. Nach dem 2016 erfolgten Zusammenschluss des Landkreises mit dem Landkreis Göttingen ist er seither für den Altkreis Osterode am Harz zuständig. 
Flindts Forschungsschwerpunkte sind Untersuchungen der Bandkeramischen Siedlung Schwiegershausen und des Klosters Walkenried. Im Mittelpunkt seiner archäologischen Forschungstätigkeit steht seit 1993 die Lichtensteinhöhle.

## Schriften (Auswahl)
- mit Michael Geschwinde: Ein Haus aus der Steinzeit. Archäologische Entdeckungen auf den Spuren früher Ackerbauern in Südniedersachsen (= Wegweiser zur Vor- und Frühgeschichte Niedersachsens. Band 19 = Archäologische Schriften des Landkreises Osterode am Harz. Band 1). Isensee, Oldenburg 1997, ISBN 3-89598-398-5.
- mit Christian Leiber: Kulthöhlen und Menschenopfer im Harz, Ith und Kyffhäuser. Herausgeber: Landkreis Osterode am Harz, Mitzkat, Holzminden 1998.
- Tribut für die Götter. Menschenopfer in der Lichtensteinhöhle im Harz. In: Archäologie in Niedersachsen, Band 2, Isensee Verlag, Oldenburg 1999, S. 34–37.
- als Herausgeber: Höhlen im Westharz und Kyffhäuser. Geologie, Speläologie, Archäologie. Mitzkat, Holzminden 2001.
- Die Lichtensteinhöhle. 10 Jahre Forschung unter Tage. In: Archäologie Land Niedersachsen, 400.000 Jahre Geschichte, Oldenburg 2004, ISBN 3-8062-1926-5.
- Die Lichtensteinhöhle bei Osterode am Harz – ein Raubgrabung zwingt zum Handeln. In: Raubgräber Grabräuber. Begleitschrift zur Sonderausstellung des Landesmuseums Natur und Mensch Oldenburg vom 11. Mai bis zum 8. September 2013, Oldenburg 2013, ISBN 978-3-943904-19-2.
- mit Susanne Hummel: Die Lichtensteinhöhle: Bestattungsplatz einer Großfamilie aus der Bronzezeit. Bad Grund, 2016.
- mit Susanne Hummel: Rätsel Lichtensteinhöhle – Eine Großfamilie aus der Bronzezeit. Konrad Theiss Verlag, Darmstadt 2021, ISBN 978-3-8062-4364-2.